# Pintor de los Nióbidas

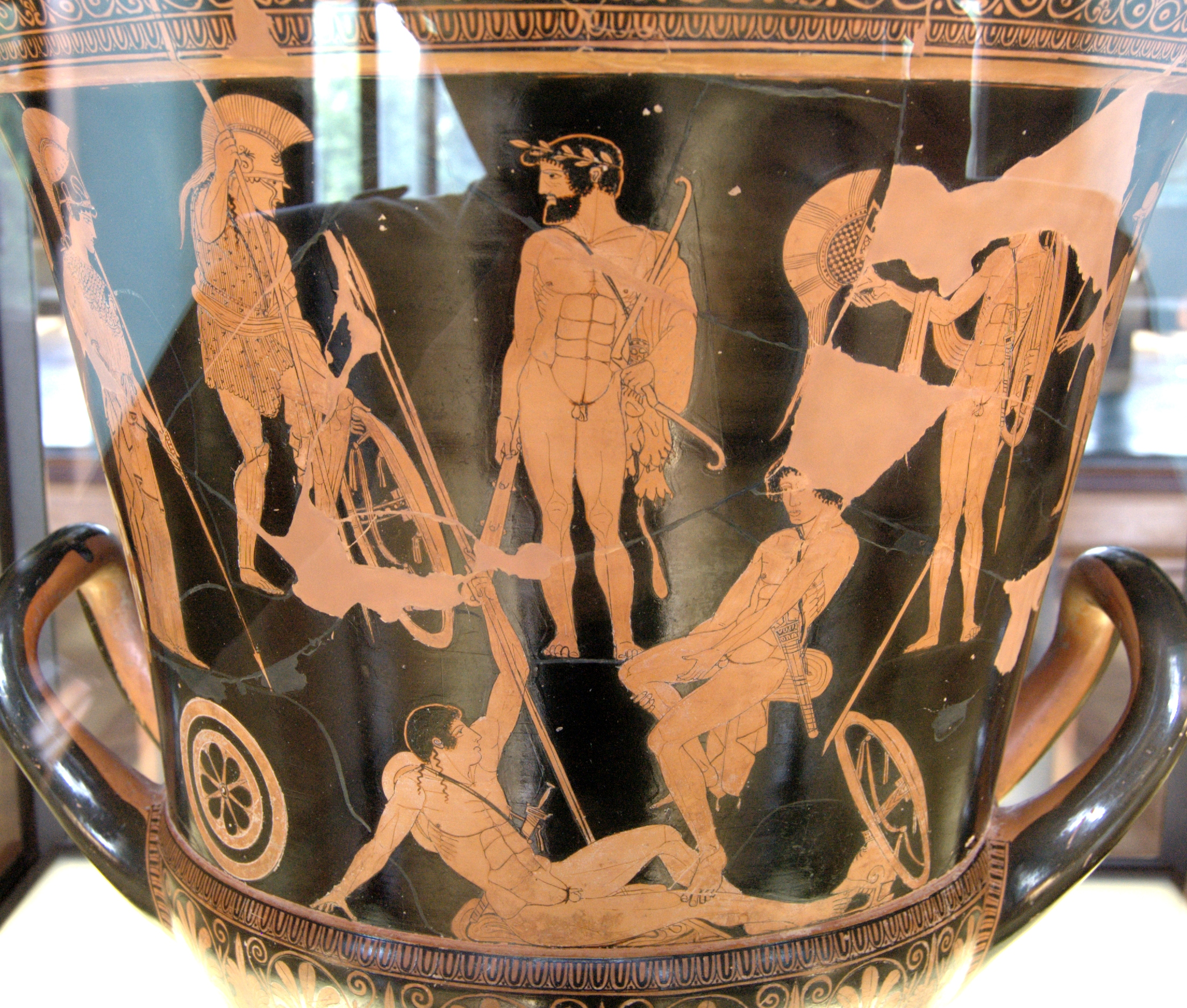
Pintor de los Nióbidas, crátera de cáliz de figuras rojas. París, Museo del Louvre G341.

Pintor de los Nióbidas es el nombre convenido dado a un antiguo pintor y alfarero griego activo en Ática entre el 470 y el 445 a. C. Alumno del Pintor de Berlín y maestro de Polignoto, se le han atribuido unos 130 ejemplares, principalmente de grandes dimensiones y sobre todo cráteras de cáliz y de volutas. El vaso con su nombre es una crátera de cáliz procedente de Orvieto y conservado en el Louvre, datada alrededor del 455 a. C., que lleva, en el lado secundario, el mito de la masacre de la familia de Níobe y, en el lado principal, Heracles, Atenea y los argonautas (según una de las primeras y diferentes exégesis relacionadas con esta escena) colocados a ras de tierra a diferente altura, donde una mayor insinuación de la profundidad del campo está constituida por los escudos colocados en posición de escorzo, una composición espacial que la historiografía moderna ha situado en el origen de la tradición representativa clásica de la derivación polignotea.

## Actividad
Ernst Buschor había combinado la fase juvenil del Pintor de los Nióbidas con la obra del Pintor de Altamura, siendo el lenguaje figurativo y decorativo de los dos artistas muy similar y probablemente desarrollado dentro del mismo contexto educativo. El Pintor de los Nióbidas, sin embargo, se diferencia de su colega mayor por un clasicismo ya completo que se expresa a partir de los temas, preferentemente épicos y trágicos, hasta una mayor tensión representativa.
La obra del Pintor de los Nióbidas puede dividirse en dos fases que corresponden a los períodos anterior y posterior a la crátera de los Nióbidas. A una fase juvenil pertenecen dos cráteras de volutas, conservadas en Bolonia, con la guerra de Troya  y la crátera de Ruvo di Puglia conservado en Nápoles. Posterior a la crátera de Orvieto se encuentra la crátera de cáliz de Ferrara, donde la representación se dispone en dos frisos que dividen por igual la pared del vaso.

## La crátera de los Nióbidas

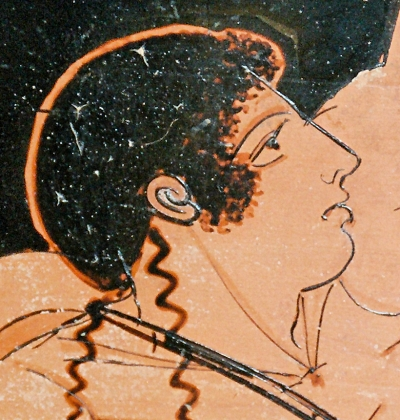
Detalle de la crátera.

Es un crátera de cáliz procedente de Orvieto y conservada en París en el museo del Louvre. El vaso es el epónimo del autor, es decir, el nombre del artista fue dado por los estudiosos basado en la representación en esta crátera. En un lado están representados Artemisa y Apolo, los hijos de Níobe y cuatro nióbidas: tres hombres y una mujer. Artemisa está representada con un arco y una flecha, Apolo, en cambio, tiene un arco, una flecha, una lira y una corona de laurel. La escena tiene lugar al aire libre y Artemisa y Apolo están representados en el centro. Según el mito, Níobe se burló de Leto, la madre de Apolo y Artemisa, que envía a sus hijos a matar a los hijos de Níobe para vengarse. De hecho, están representados en el acto de relampaguear a los hijos de Niobe con sus flechas. En el otro lado están representados Heracles, Atenea y los Argonautas, dispuestos a diferentes alturas. Los escudos, colocados en posición de escorzo, muestran la profundidad del campo... La peculiaridad de la escena, sin embargo, es su sintaxis y composición. Las figuras están aisladas sobre el fondo negro, recordando una técnica tomada del pintor Olto y muy utilizada por el Pintor de Berlín, su maestro. Sin embargo, en el Pintor de los Nióbidas, las figuras están conectadas por una sabia distribución de las diversas partes en el campo figurativo. Además, por primera vez vemos la presencia de líneas del suelo, rocas sobre las que se colocan los protagonistas y pistas de profundidad con el escorzo de objetos como escudos. Hay una espacialidad que hasta ahora no estaba presente en la decoración vascular. En el lado opuesto está representado el mito de los nióbidas, los hijos de Níobe, golpeados por las flechas de Apolo y Artemisa; los jóvenes caen muertos como castigo por la hybris de su madre. Aquí, también, las figuras están dispuestas a nivel del suelo.